# 玉村町立上陽小学校
玉村町立上陽小学校（たまむらちょうりつ じょうようしょうがっこう）は、群馬県佐波郡玉村町にある公立小学校。

## 沿革
- 1874年3月6日 - 日吉小学校開校（中内・西善）。
- 1874年9月7日 - 刀湾小学校開校（藤川・飯塚・樋越）。
- 1876年1月1日 - 福島小学校開校（上福島）。
- 1884年4月15日 - 那波第二小学校と称す。
- 1885年4月 - 那波第三尋常小学校と称す。
- 1886年4月 - 藤川尋常小学校と称す。
- 1897年9月1日 - 藤川に校舎新築。
- 1898年4月1日 - 上陽尋常小学校と称す。
- 1900年9月28日 - 台風で校舎倒壊
- 1901年10月30日 - 校舎新築
- 1910年1月15日 - 校舎増築
- 1913年6月17日 - 校舎増築
- 1926年2月15日 - 校舎焼失
- 1928年1月16日 - コンクリート校舎（県下で最初の鉄筋校舎）
- 1939年5月10日 - 木造2階校舎増築
- 1941年4月1日 - 上陽国民学校と称す。
- 1947年4月1日 - 上陽村立上陽小学校と称す。
- 1957年 - 玉村町合併により、玉村町立上陽小学校と称す。
- 1958年 - 境界線変更により、中内、東善、山王、西善は前橋市に合併
- 1979年 - 現在地へ移転

## 通学区域
- 上福島・樋越・飯塚・藤川（利根川以北の全域）[1]

## 進学先中学校
- 玉村町立玉村中学校